# Evgueni Kisseliov
Pour les articles homonymes, voir Kisseliov.
Evgueni Alexeïevitch Kisseliov (en russe : Евге́ний Алексе́евич Киселёв, en ukrainien : Євгеній Олексійович Кисельов), né le 15 juin 1956 à Moscou, est un journaliste russe, travaillant depuis 2009 à la télévision ukrainienne. Il anime sur la chaîne de télévision ukrainienne Inter un magazine d'information politique hebdomadaire.

## Carrière
Il naît à Moscou dans la famille d'un ingénieur métallurgiste, lauréat du prix Staline de IIe classe. Il termine en 1979 avec les félicitations la faculté d'histoire et de philologie de l'institut des pays d'Asie et d'Afrique, avec la spécialité d'orientaliste. En 1977-1978, il fait un stage en Iran. En 1979-1981, il fait son service militaire en Afghanistan, où il est interprète auprès de conseillers militaires. Il commence sa carrière en 1984-1987 à la rédaction des émissions à destination du Moyen-Orient et du Proche-Orient du Comité d'État de l'URSS pour la télévision et la radio.
En 1987-1990, il dirige l'émission « 90 minutes » (plus tard « 120 minutes ») de la télévision centrale et il est reporter au service d'informations.
Il a été l'une des personnalités importantes de la chaîne de télévision russe NTV, pour laquelle il a animé pendant presque dix ans l'émission d'information dominicale Itogui (Bilans). Connu pour son impartialité, il est considéré comme l'un des artisans de l'image qualifiée d'indépendante par certains observateurs qu'avait la chaîne NTV avant son acquisition par Gazprom-Media, compagnie dirigée alors par Boris Jordan. 
Il a reçu plusieurs prix de journalisme, dont le Prix international pour la liberté de la presse du CPJ en 1995.